# Heinz Reinhard Oppenheimer
Heinz "Hillel" Reinhard Oppenheimer (en hebreo: הלל אופנהיימר‎) (4 de abril de 1899-1971) fue un científico, botánico, y explorador israelí.

## Biografía
Era aborigen de Berlín, Alemania. Su padre Franz Oppenheimer, un sociólogo y economista político germano-israelí. De 1917 a 1922, estudió botánica en las universidades de Berlín, Fráncfort y Friburgo (en Alemania) y en la Universidad de Viena (en Austria) donde obtuvo su doctorado.
En 1925, a invitación de Selig Suskin, emigró al Mandato Palestino, y durante algunos años estuvo involucrado activamente en los intentos de establecer nuevos asentamientos y drenar pantanos alrededor de Zichron Yaacov.
En 1931, comenzó trabajos de fisiología en el Dto. de Botánica de la Universidad Hebrea de Jerusalén. Ayudó a fundar las Facultades de Ciencias Naturales y de Agricultura en la universidad, y fue el primer profesor de anatomía vegetal y fisiología vegetal. De 1933 a 1941, fue director del Dto. de Fisiología y Genética del Estación Experimental de Agricultura en Rehovot. De 1941 a 1953, fuh jefe del Dto. de crecimiento de cítricos y botánica agrícola, siendo nombrado profesor en 1949. Fue decano de la Facultad de Agricultura en la Universidad Hebrea de 1953 a 1954.

## Algunas publicaciones
- 1967. Mechanisms of Drought Resistance in Conifers of the Mediterranean Zone and the Arid West of the U.S.A.: physiological and anatomical investigations. Ed. Hebrew Univ. Jerusalem, 140 pp.

- 1959. Adaptation to Drought: Xerophytism. UNESCO/NS/AZ/415, 49 pp.

- 1941. Florula cisiordanica. Vol. 2 Reliquiæ Aaronsohnianæ. Con Aaron Aaronsohn, ed. Soc. genevoise d'éditions et impressions, 431 pp.

- 1932. Zur Kenntnis der hochsommerlichen Wasserbilanz mediterraner Gehölze (Balance de agua en pleno verano de plantas leñosas mediterráneas), 61 pp.

## Galardones
- 1959: premio Israel, en agricultura.[2]
- La abreviatura «Oppenh.» se emplea para indicar a Heinz Reinhard Oppenheimer como autoridad en la descripción y clasificación científica de los vegetales.[3]